# (14816) 1981 UQ22
(14816) 1981 UQ22 est un astéroïde de la ceinture principale d'astéroïdes découvert en 1981.

## Description
(14816) 1981 UQ22 a été découvert le 24 octobre 1981 à l'observatoire Palomar, situé au nord de San Diego en Californie, par Schelte J. Bus.

### Caractéristiques orbitales
L'orbite de cet astéroïde est caractérisée par un demi-grand axe de 2,34 UA, un périhélie de 2,14 UA, une excentricité de 0,08 et une inclinaison de 3,65° par rapport à l'écliptique. Du fait de ces caractéristiques, à savoir un demi-grand axe compris entre 2 et 3,2 UA et un périhélie supérieur à 1,666 UA, il est classé, selon la JPL Small-Body Database, comme objet de la ceinture principale d'astéroïdes.

### Caractéristiques physiques
(14816) 1981 UQ22 a une magnitude absolue (H) de 14,5 et un albédo estimé à 0,613.